# Sirkka-Liisa Anttila
Sirkka-Liisa Anttila (ur. 20 grudnia 1943 w Marttili) – fińska polityk, od 2007 do 2011 minister rolnictwa i leśnictwa, wieloletnia parlamentarzystka, w latach 1996–1999 eurodeputowana.

## Życiorys
W 1963 zdała egzamin maturalny, a w 1967 egzaminy urzędnicze. W 1979 ukończyła studia w zakresie administracji zdrowotnej na Uniwersytecie w Tampere. Pracowała jako nauczycielka w szkole podstawowej w Martilli, asystent biurowy w biurze podatkowym, sekretarka w szpitalu psychiatrycznym. Od 1972 była m.in. menedżerem finansowym w centrum szkoleń zawodowych i asystentką menedżera centrum zdrowotnego.
Zaangażowana w działalność Partii Centrum. W drugiej połowie lat 90. była wiceprzewodniczącą tego ugrupowania, a od 1994 do 2003 kierowała frakcją kobiet. Od 1977 zasiada w radzie miejscowości Forssa, była także członkinią egzekutywy tej jednostki samorządowej.
W 1983 po raz pierwszy uzyskała mandat deputowanej do Eduskunty. W fińskim parlamencie zasiadała nieprzerwanie do 1996 (od 1995 jako pierwszy zastępca przewodniczącego parlamentu). Została wówczas wybrana w skład Parlamentu Europejskiego. W PE wchodziła w skład grupy Partii Europejskich Liberałów, Demokratów i Reformatorów oraz Komisji ds. Rolnictwa i Rozwoju Wsi.
W 1999 powróciła do Eduskunty, mandat odnawiała także w 2003, 2007, 2011 i 2015. Ponownie była m.in. pierwszym wiceprzewodniczącym parlamentu. 19 kwietnia 2007 została ministrem rolnictwa i leśnictwa w gabinecie Mattiego Vanhanena. Utrzymała zajmowane stanowisko również w powołanym 22 czerwca 2010 rządzie Mari Kiviniemi (do 22 czerwca 2011).